# Чейни-Коукер, Сил
Сил Чейни-Коукер (англ. Syl Cheney-Coker; род. 28 июня 1945, Фритаун) — писатель, поэт, журналист, издатель, литературовед Сьерра-Леоне, пишет на английском языке.

## Биография
Принадлежит к народу крио. В 1966 приехал в США. Учился в Калифорнийском университете в Лос-Анджелесе, Орегонском университете, Висконсинском университете в Мадисоне. Ненадолго вернувшись после учебы на родину, он в 1975 получил место в Национальном университете Филиппин и женился на филиппинке. В 1977 перебрался в университет Майдугури (Нигерия), а в 1988 вернулся в США приглашенным писателем в Айовский университет. В начале 1990-х вновь приехал на родину, издавал прогрессивную газету «Авангард», но после военного переворота в 1997 возвратился в США и с помощью Воле Шойинки получил место в университете штата Невада в Лас-Вегасе.

## Творчество
Автор нескольких книг стихов и двух романов. Прозу писателя, сопоставляя его с Беном Окри, относят к африканскому магическому реализму.

## Книги
- Концерт для изгнанника/ Concerto for an Exile: Poems. London: Heinemann, 1973
- The Graveyard Also Has Teeth. London: Heinemann, 1980
- В глазах пустыни кровь/ The Blood in the Desert’s Eyes: Poems. London: Heinemann, 1990
- The Last Harmattan of Alusine Dunbar. London: Heinemann, 1990 (роман, нем. пер. 1996)
- Сын камня/  Stone child and other poems.	Ibadan: HEBN Publishers, cop. 2008
- Священная река/ Sacred river. Ohio UP, 2013 (роман)